# گیلارتزا
گیلارتزا (به ایتالیایی: Ghilarza) یک کومونه در ایتالیا است که در استان اریستانو واقع شده‌است.

## خصوصیات
گیلارتزا ۵۳٫۵ کیلومترمربع مساحت و ۴٬۵۹۷ نفر جمعیت دارد.